# Episodi di Casualty (tredicesima stagione)
La tredicesima stagione della serie televisiva Casualty è stata trasmessa in anteprima nel Regno Unito da BBC One tra il 5 settembre 1998 e il 13 marzo 1999.
| nº | Titolo originale          | Titolo italiano | Prima TV UK       | Prima TV Italia |
| -- | ------------------------- | --------------- | ----------------- | --------------- |
| 1  | Internal Inferno (Part 1) |                 | 5 settembre 1998  |                 |
| 2  | Internal Inferno (Part 2) |                 | 6 settembre 1998  |                 |
| 3  | Honey Bunny               |                 | 12 settembre 1998 |                 |
| 4  | The Ties That Bind        |                 | 19 settembre 1998 |                 |
| 5  | Toys and Boys             |                 | 26 settembre 1998 |                 |
| 6  | Eye Spy                   |                 | 3 ottobre 1998    |                 |
| 7  | A Place of Safety         |                 | 10 ottobre 1998   |                 |
| 8  | She Loved the Rain        |                 | 17 ottobre 1998   |                 |
| 9  | Public Service            |                 | 24 ottobre 1998   |                 |
| 10 | It's Good to Talk         |                 | 31 ottobre 1998   |                 |
| 11 | Next of Kin               |                 | 7 novembre 1998   |                 |
| 12 | Home Truths               |                 | 14 novembre 1998  |                 |
| 13 | One from the Heart        |                 | 21 novembre 1998  |                 |
| 14 | Trust                     |                 | 28 novembre 1998  |                 |
| 15 | No Place Like Home        |                 | 5 dicembre 1998   |                 |
| 16 | Making a Difference       |                 | 12 dicembre 1998  |                 |
| 17 | Miracle on Casualty       |                 | 19 dicembre 1998  |                 |
| 18 | New Year and All That     |                 | 26 dicembre 1998  |                 |
| 19 | Trapped                   |                 | 9 gennaio 1999    |                 |
| 20 | White Lies, White Wedding |                 | 16 gennaio 1999   |                 |
| 21 | Team Work                 |                 | 23 gennaio 1999   |                 |
| 22 | Human Traffic             |                 | 30 gennaio 1999   |                 |
| 23 | Mother's Day              |                 | 6 febbraio 1999   |                 |
| 24 | Face Value                |                 | 13 febbraio 1999  |                 |
| 25 | Crazy Love                |                 | 20 febbraio 1999  |                 |
| 26 | The Hardest Word          |                 | 27 febbraio 1999  |                 |
| 27 | Love Over Gold (Part 1)   |                 | 6 marzo 1999      |                 |
| 28 | Love Over Gold (Part 2)   |                 | 13 marzo 1999     |                 |